# 瓦亞欽 (亞利桑那州)
瓦亞欽（英語：Vaya Chin）是位於美國亞利桑那州皮馬縣的一個非建制地區。該地的面積和人口皆未知。

## 地理
瓦亞欽的座標為32°20′50″N 112°19′37″W / 32.34722°N 112.32694°W，而該地的平均海拔高度為650米（即2133英尺）。